# 蒼井涼香
蒼井 涼香（あおい りょうか、1996年7月26日 - ）は、大阪府出身のファッションモデル。スターダストプロモーションに所属していた。

## 人物
- 2007年に行われた「スターダストプロモーション芸能3部オーディション」で約1万人の参加者の中からスターダストグループの「CDC」賞に選ばれる。
- 2015年4月時点で、スターダストプロモーションの公式プロフィールが削除されている。
- 2024年5月5日深夜放送のフジテレビ『深夜のハチミツ』に、同番組出演芸人が挑戦する企画「元芸能人を見つけたい!!」で久々に公に姿を見せ、この番組で自分は既に芸能界を引退し、その後はキャバクラに勤務、そして結婚して子供をもうけるもすぐ離婚、同番組放送時点では営業職の会社員になっていると明かしている[1]。

## 出演

### PV
- GReeeeN - 「キセキ」（2008年）